# Bouscephalus mamillidacta
Bouscephalus mamillidacta är en kräftdjursart som först beskrevs av P. G. Moore 1992.  Bouscephalus mamillidacta ingår i släktet Bouscephalus och familjen Stegocephalidae. Inga underarter finns listade i Catalogue of Life.